# Lóbulo de Roche

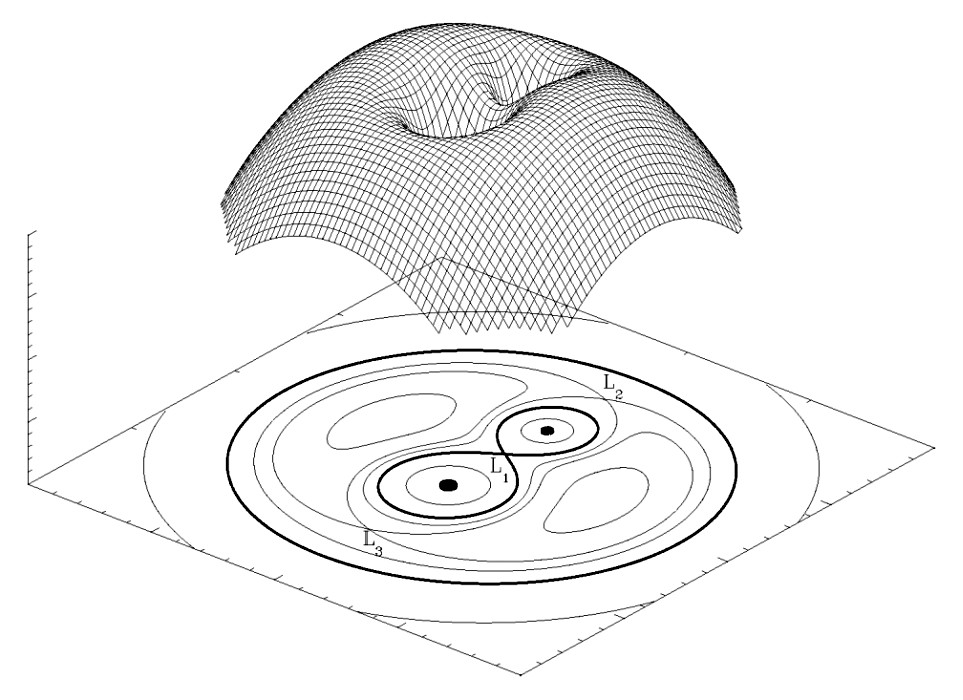
Representação tridimensional do potencial de Roche numa estrela binária com razão de massas igual a 2. Os pontos de Lagrange L1, L2 e L3 estão representados na figura.

Lóbulo de Roche é a região do espaço ao redor de uma estrela em um sistema binário na qual material orbital é gravitacionalmente vinculado a essa estrela. Se a expansão estelar ultrapassa o seu lóbulo de Roche então, o material fora do lóbulo cairá na outra estrela.
É uma região com um modelo aproximado de uma gota, delimitada por um equipotencial gravitacional crítico, com o ápice da gota apontando para a outra estrela (e no ápice está o ponto de Lagrange L1 do sistema).
É diferente do limite de Roche, a distância na qual um objeto que se mantém unido somente pela gravidade começa a romper-se devido à Força de maré.
É diferente da Esfera de Hill, que se aproxima da esfera de influência gravitacional de um corpo astronômico face a perturbações de um outro corpo mais massivo, em torno da qual ele orbita.
Lóbulo de Roche, limite de Roche, e esfera de Roche devem seus nomes ao astrônomo francês Édouard Roche.